# Sapium paucinervium
Sapium paucinervium är en törelväxtart som beskrevs av William Botting Hemsley. Sapium paucinervium ingår i släktet Sapium och familjen törelväxter. Inga underarter finns listade i Catalogue of Life.